# 天主教伊塔佩蒂宁加教区
天主教伊塔佩蒂寧加教區（拉丁語：Dioecesis Itapetiningensis），是巴西一個天主教教區，位於聖保羅州南部，包括十四個市。屬索羅卡巴總教區。
教區成立於教區成立於1998年4月15日，2006年教區有教友375,000人，佔總人口96.6%。有廿六個堂區、司鐸三十二人。現任教區主教為戈爾戈尼奧·阿維什·達恩卡爾納桑·涅托。